# Tom Villard
Tom Villard, nome completo Thomas Louis Villard (Waipahu Ewa, 19 novembre 1953 – Los Angeles, 14 novembre 1994), è stato un attore statunitense.

## Biografia
Nato a Waipahu Ewa, Hawaii, ma cresciuto a Spencerport, New York frequentò l'Alleghany College a Meadville (Pennsylvania), per poi frequentare il Lee Strasberg Acting School di New York e l'Accademia Americana di Recitazione.
Il suo più conosciuto ruolo in televisione fu nella serie del 1980 Appartamento in tre come Jay Bostwick. Villard apparve inoltre in film TV.
Il più conosciuto ruolo di Villard fu nel film del 1986 One Crazy Summer come Clay Stork. Recitò nell'horror del 1991 Popcorn, nel film del 1992 Shakes the Clown con Joel Murray e Bob Goldthwait.  e nella commedia del 1994, Operazione Desert Storm.
Villard apparve in televisione in CHiPs, Taxi, in A-Team, e in Star Trek Deep Space Nine dove interpreta Prylar Bek nella seconda stagione, nell'episodio intitolato "The Collaborator".
Villard morì di polmonite causata dall'AIDS il 14 novembre, 1994 a Los Angeles.

## Filmografia parziale

### Cinema
- Force Five, regia di Robert Clouse (1981)
- Sidney Shorr: A Girl's best Friend (1981)
- Mutanti (Parasite), regia di Charles Band (1982)
- Grease 2, regia di Patricia Birch (1982)
- Attack on Fear (1984)
- Surf II, regia di Randall M. Badat (1984)
- Una folle estate (One Crazy Summer), regia di Savage Steve Holland (1986)
- Quelli dell'accademia militare (Weekend Warriors), regia di Bert Convy (1986)
- Gunny (Heartbreak Ridge), regia di Clint Eastwood (1986)
- The Trouble with Dick (1987)
- Swim Suit (1989)
- Popcorn, regia di Mark Herrier (1991)
- Whore (puttana) (Whore), regia di Ken Russell (1991)
- Papà, ho trovato un amico (My Girl), regia di Howard Zieff (1991)
- Shakes the Clown, regia di Bobcat Goldthwait (1992)
- Operazione Desert Storm (In the Army Now), regia di Daniel Petrie Jr. (1994)

### Televisione
- CHiPs - serie TV, episodio 4x02 (1980)
- Taxi - serie TV, episodio 5x23 (1983)
- High School U.S.A. - film TV, regia di Rod Amateau (1983)
- Appartamento in tre (We Got It Made) - serie TV, 46 episodi (1983)
- MacGruder & Loud (MacGruder and Loud) - serie TV, episodio 1x03 (1985)
- A-Team (The A-Team) - serie TV, episodio 4x19 (1986)
- Cuori senza età (The Golden Girls) - serie TV, episodi 2x08 e 7x22 (1986, 1992))
- Casalingo Superpiù (Who's the Boss?) - serie TV, episodio 5x15 (1989)
- Hunter - serie TV, episodio 6x20 (1990)
- Baywatch - serie TV, episodio 2x12 (1992)
- Star Trek: Deep Space Nine - serie TV, episodio 2x24 (1994)
- OP Center (Tom Clancy's Op Center), regia di Lewis Teague (1995)